# Municipio de Belgrade (Misuri)
El municipio de Belgrade (en inglés: Belgrade Township) es un municipio ubicado en el condado de Washington en el estado estadounidense de Misuri. En el año 2010 tenía una población de 1226 habitantes y una densidad poblacional de 6,66 personas por km².

## Geografía
El municipio de Belgrade se encuentra ubicado en las coordenadas 37°47′53″N 90°52′12″O / 37.79806, -90.87000. Según la Oficina del Censo de los Estados Unidos, el municipio tiene una superficie total de 184.09 km², de la cual 183,85 km² corresponden a tierra firme y (0,13 %) 0,24 km² es agua.

## Demografía
Según el censo de 2010, había 1226 personas residiendo en el municipio de Belgrade. La densidad de población era de 6,66 hab./km². De los 1226 habitantes, el municipio de Belgrade estaba compuesto por el 98,29 % blancos, el 0,08 % eran amerindios, el 0,49 % eran asiáticos y el 1,14 % eran de una mezcla de razas. Del total de la población el 0,82 % eran hispanos o latinos de cualquier raza.